# Ibn Battuta

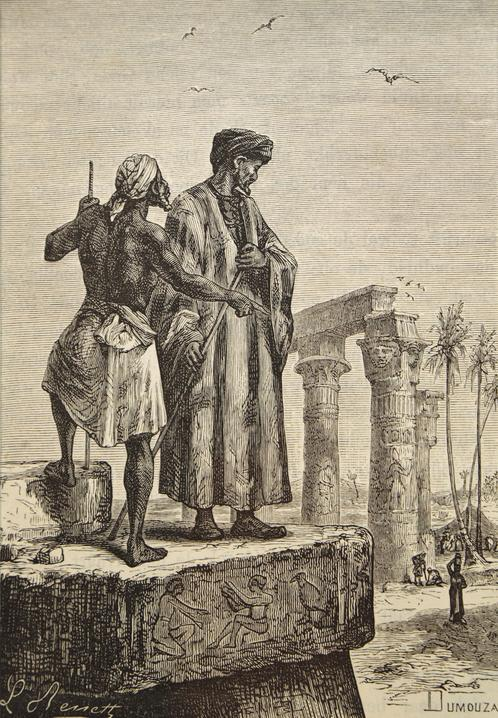
Ibn Battuta in Egypte, getekend door Léon Benett voor het boek Découverte de la terre van Jules Verne.

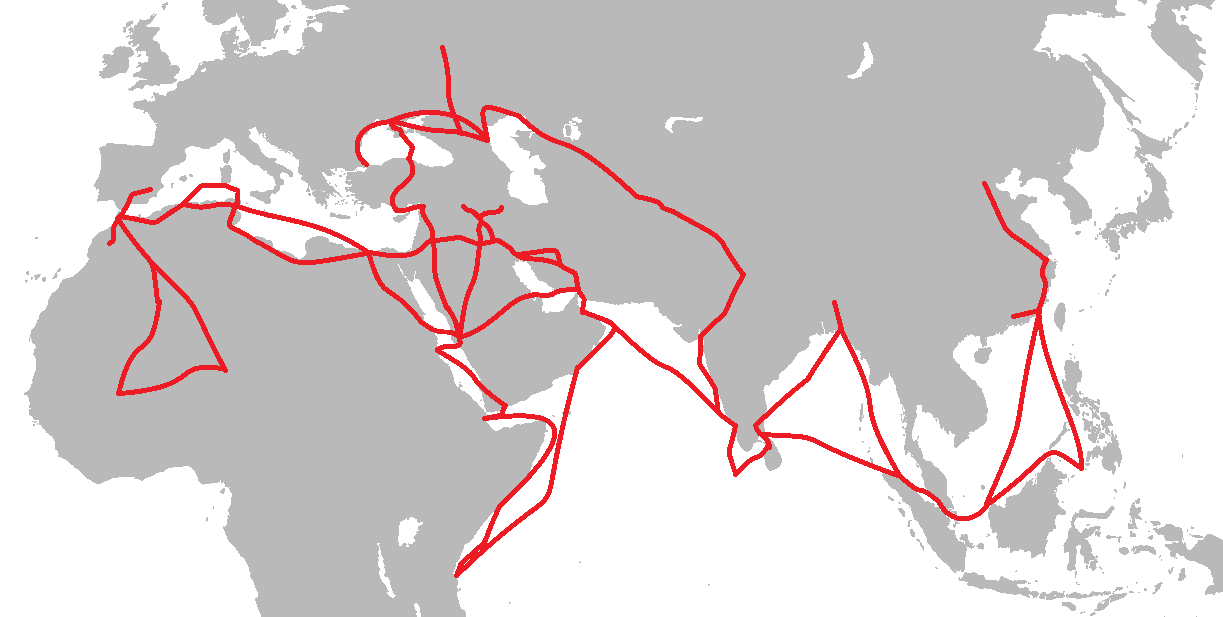
De reisroute, heen en terug, van Ibn Battuta.

Ibn Battuta (Tanger, 1304 – Fez, 1368 of 1369) was een islamitische, Noord-Afrikaanse ontdekkingsreiziger die in de veertiende eeuw vanuit Tanger tot aan China en Sumatra reisde. Onderweg leefde hij als koopman en minister. Battuta werd bekend vanwege zijn reisverslagen, die hij simpelweg Rihlah ("reizen") noemde. Hij wordt gezien als een van de grootste reizigers ooit en hij bezocht bijna de gehele islamitische wereld en gebieden daar buiten.

## Biografie
Over het leven van Ibn Battuta voordat hij op reis ging is weinig bekend. Hij groeide op in een Berbers gezin in de kasba van Tanger. Zijn naam luidde Abdullah Mohammed ibn Abdullah ibn Mohammed ibn Ibrahim al-Lawati ibn Battuta. Hij werd geboren in een familie van oelama (islamitische schriftgeleerden) en zou zelf aan een madhhab (islamitische rechtschool) gestudeerd hebben. In die tijd werd Marokko geregeerd door de Meriniden. Onderweg zou zijn kennis van het islamitisch recht ervoor zorgen dat hij vaak werk vond als kadi (rechter).

### De hadj
De reis begon met de hadj, de pelgrimstocht naar Mekka. Om deze reden ging Ibn Battuta in 1325 op pad. Hij volgde de kust van Noord-Afrika tot aan Alexandrië. Onderweg, in de stad Sfax, trouwde hij met zijn eerste vrouw. Dit was het eerste in een lange rij huwelijken die hij onderweg aan zou gaan en die ook weer ontbonden zouden worden. Alexandrië noemde hij een unieke parel. In de buurt van deze stad zou hij een tijdje doorbrengen bij een ziener genaamd Murshidi. Toen Ibn Battuta hem over een droom vertelde voorspelde deze ziener dat Ibn Battuta grote reizen zou gaan maken. Hij reisde daarna de Nijl op naar Caïro. Caïro was destijds het belangrijkste centrum voor islamitische studie. Hierna reisde hij door naar Luxor en stak van daaruit de woestijn over naar de Rode Zee om zo door te reizen naar Mekka. Hij moest zijn reis echter afbreken vanwege een opstand en keerde terug naar Caïro, en vandaar naar Damascus, waar hij de ramadan doorbracht. Hij bezocht Medina en Mekka, en had daarmee zijn hadj volbracht. Hij keerde echter niet terug naar huis, maar bleef reizen.

### Arabisch Schiereiland, Swahilikust en Centraal-Azië

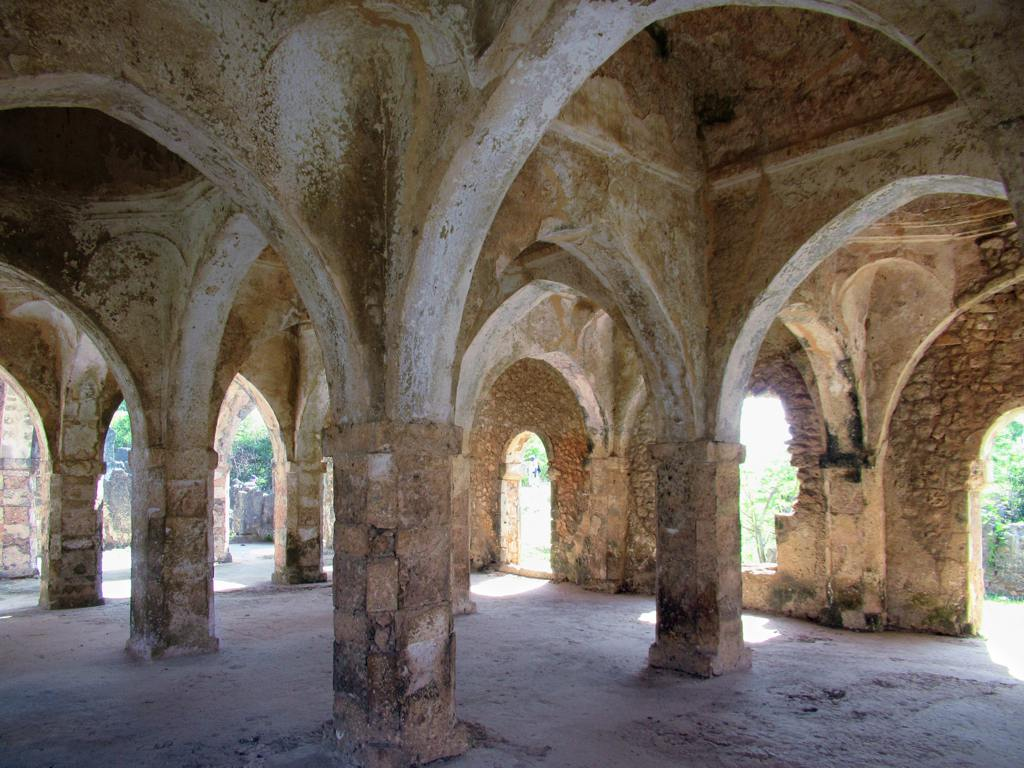
De ruïnes van de moskee van Kilwa Kisiwani, voor de kust van Oost-Afrika.

Hij bezocht nu eerst het Il-kanaat in Irak en Iran. Via Najaf, Basra, Isfahan en Shiraz bereikte hij Bagdad, waar hij een ontmoeting had met kan Abu Sa'id. Hij bezocht ook de handelsstad Mosoel, Diyarbakır en Tabriz voor hij naar Mekka terugkeerde (circa 1328).
Zijn volgende reis (circa 1331) bracht hem zuidwaarts vanaf Mekka. Hij bezocht Aden en trok van daaruit verder langs de Swahilikust naar Mogadishu, Mombassa, Zanzibar, Kilwa en andere steden. Hij bezocht Zuid-Arabië en trok het Arabisch Schiereiland over voor een derde bezoek aan Mekka.
Via Egypte, Syrië en Anatolië reisde hij over de Zwarte Zee naar Kaffa op de Krim. De Krim was nog niet islamitisch en Ibn Battuta voelde zich hier erg ongemakkelijk. Ook hoorde hij voor het eerst kerkklokken luiden, iets wat hij als duivels ervaarde omdat het de engelen weg zou jagen. Hij zocht steun bij de kleine moslimgemeenschap die hier leefde. Ibn Battuta volgde de Dnjepr en de Wolga naar Bulghar. Vanuit Astrachan keerde hij eerst om naar Constantinopel, waar zijn vrouw geboren was, en trok daarna rond de noordkust van de Kaspische Zee naar Centraal-Azië, waar hij Urganch, Buchara, Samarkand, Balkh, Kunduz en Kaboel bezocht en uiteindelijk de Indus bereikte.

### India

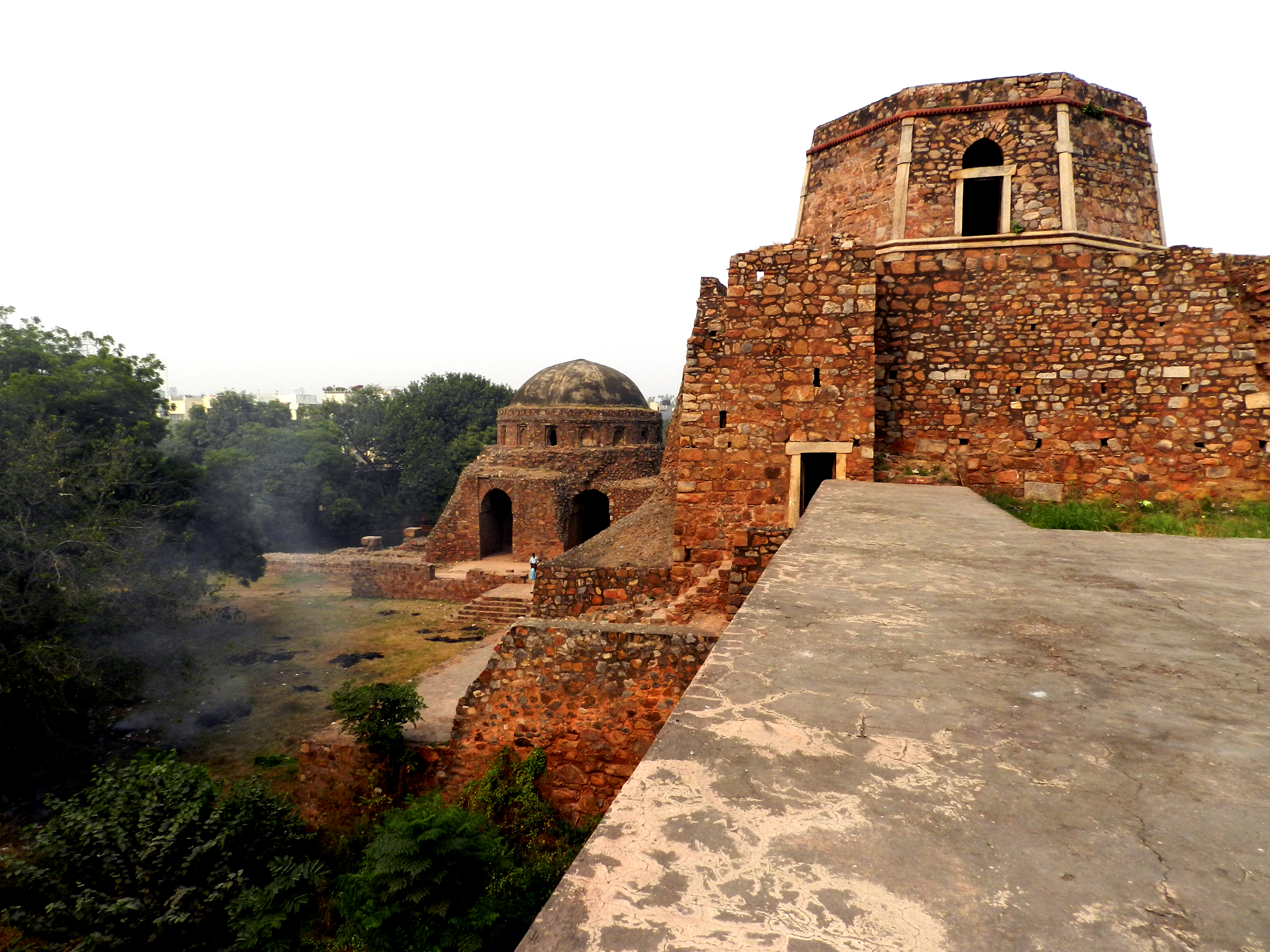
De ruïnes van Bijay Mandal, destijds het paleis van Muhammad bin Tughluq en het rijkste hof van de Islamitische wereld. Ibn Battuta verbleef hier acht jaar.

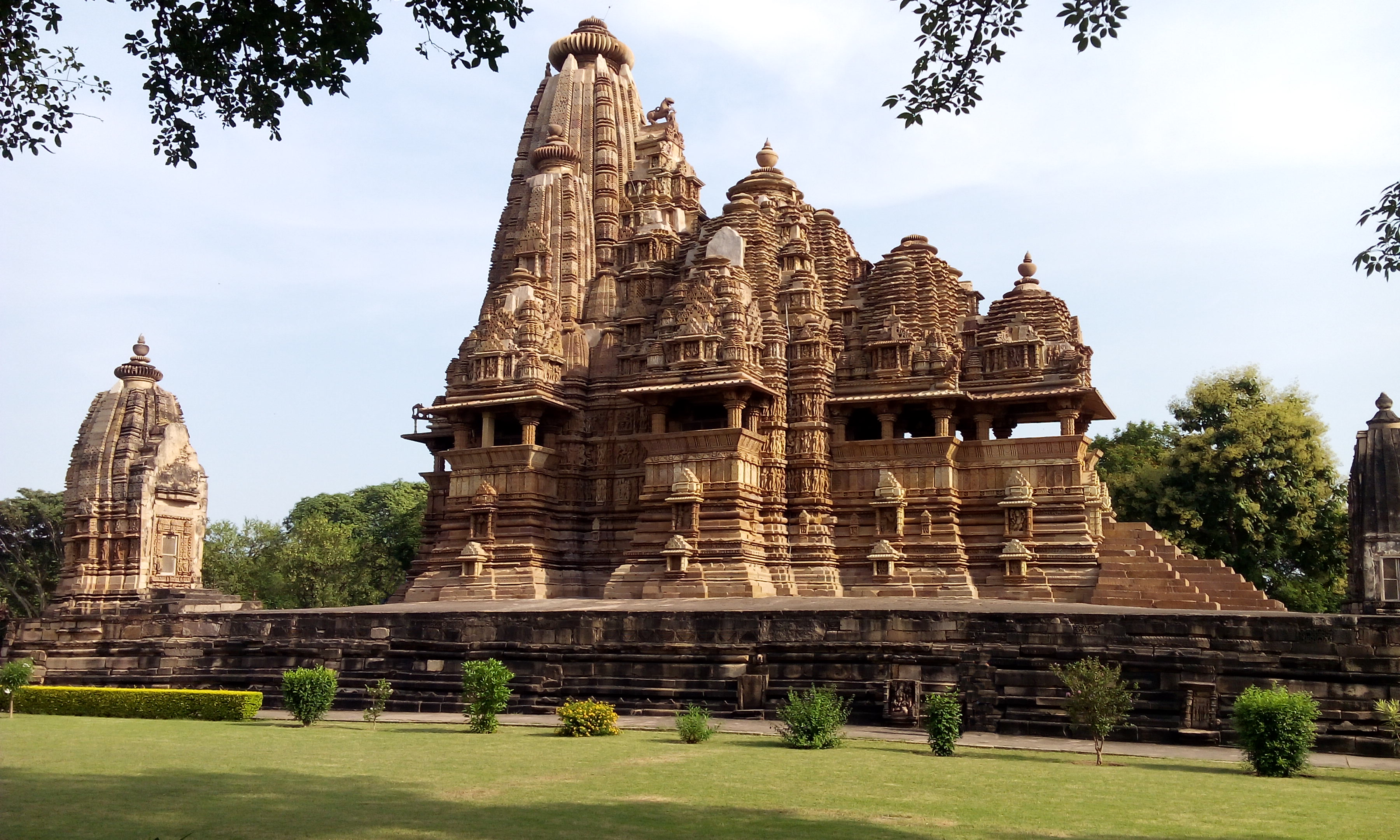
De tempels van Khajuraho, versierd met erotische beelden. Ibn Battuta bezocht de tempels onderweg met de karavaan voor de Chinese keizer.

Toen Ibn Battuta Delhi, de hoofdstad van het sultanaat van Delhi, bereikte, besefte hij dat hier veel te halen viel. Het hof van de sultan was het rijkste van de hele islamitische wereld. Deze sultan, Muhammad bin Tughluq, was een bruut heerser, maar bleek ook makkelijk te paaien. Ibn Battuta stak zich in de schulden en wist een groot aantal geschenken te verzamelen en de sultan stelde hem vervolgens aan als kadi. Ibn Battuta was zeer onder de indruk van alle voorstellingen en magische vertoningen die aan het hof vertoond werden. Hij zou acht jaar (circa 1334-1342) in dienst van de sultan blijven.
Ibn Battuta wilde uiteindelijk wel weer verder reizen, maar dit zou de sultan nooit toestaan. Toch bood zich een kans aan: in 1341 vertrok hij in opdracht van de sultan op een diplomatieke missie naar het hof van de Chinese Yuan-dynastie. De rijkbeladen karavaan raakte bij Jalali betrokken in schermutselingen met Hindoe-rebellen. Ibn Battuta werd zelf beroofd en gevangengenomen, maar werd ongedeerd vrijgelaten en kon zich na een dagenlange zwerftocht door vijandig gebied weer bij zijn reisgenoten voegen. De expeditie bereikte Cambay en vervolgde de reis overzee naar Calicut. Terwijl Ibn Battuta in april 1342 aan de wal verbleef, kozen de drie schepen met de geschenken voor de Chinese keizer aan boord zee uit angst voor een naderende storm. Twee schepen vergingen voor de kust terwijl het schip met Ibn Battuta's eigen bezittingen en entourage zonder hem wegzeilde. Dit schip zou later in Sumatra worden gekaapt door een lokale heerser. Uit angst voor de woede van Muhammad bin Tughluq over de mislukking van zijn missie besloot Ibn Battuta niet terug te keren naar Delhi.
Enige tijd later besloot hij alsnog naar China te reizen, maar hij bezocht eerst de Maldiven. Deze eilanden waren nog maar net islamitisch geworden en Ibn Battuta werd min of meer gedwongen om te blijven. Vanwege zijn kennis van de islam werd hij aangesteld als kadi. Hij zou negen maanden blijven, maar kwam steeds meer in conflict vanwege de lokale gebruiken. Hij reisde verder, maar leed schipbreuk voor de kust van Coromandel, waardoor hij noodgedwongen een paar jaar aan het hof van  Giyathuddin Damghani, de sultan van Madurai, verbleef. De sultan was getrouwd met een andere dochter van Jalalluddin Ahsan Khan en dus een zwager van Ibn Battuta. Ibn Battuta beschreef in zijn verslagen de wreedheden van de sultan tegen de lokale hindoeïstische bevolking en diens oorlog tegen het hindoeïstische Hoysalarijk. In 1342 stierf de sultan aan cholera. De nieuwe sultan, Nasiruddin Damghani, stelde enkele schepen ter beschikking zodat Ibn Battuta zijn reis kon vervolgen.

### Zuid-Oost Azië en China

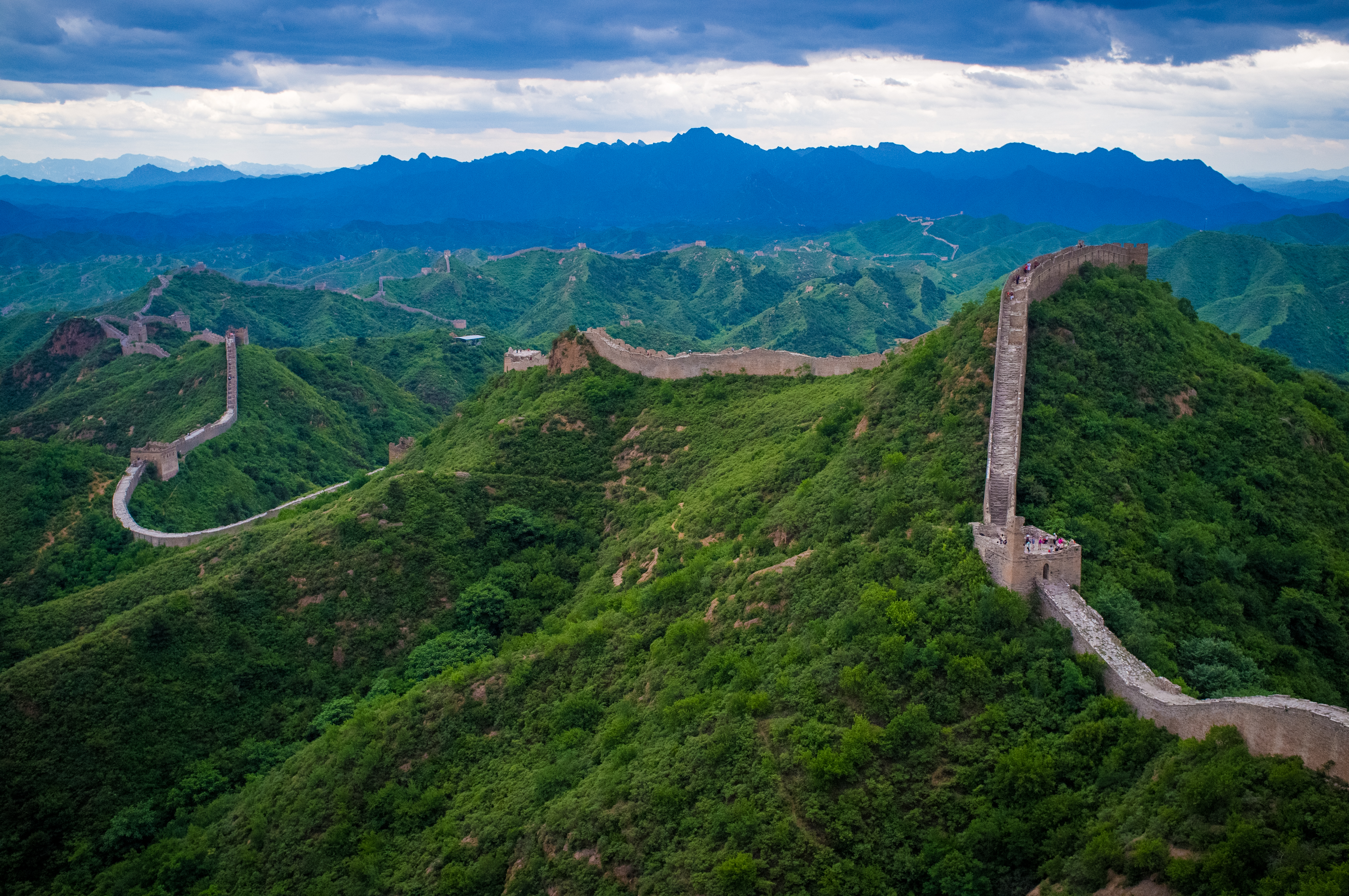
De Chinese Muur, Ibn Battuta bezocht de muur niet maar was wel de eerste moslim die deze beschreef.

Ibn Battuta bezocht Malabar, Ceylon en Bengalen voor hij uiteindelijk via Sumatra en Cambodja, Zayton (thans Quanzhou) bereikte (circa 1346). Ibn Battuta kreeg een enorme cultuurschok te verwerken. China was niet islamitisch en hij was helemaal geschokt door de Chinese keuken. Ibn Battuta was tijdens zijn reis vele malen getrouwd en ook weer gescheiden, maar China was de enige plek waar hij niet trouwde. Volgens de overlevering reisde Ibn Battuta via het Grote Kanaal door naar Cambaluc (Peking), maar dit wordt door moderne historici als verzonnen beschouwd. Via Calicut, Hormuz, Bagdad en Caïro, bereikte hij voor de vierde maal Mekka. Daarna keerde hij, na nog een bezoek aan Sardinië, terug naar Marokko, waar hij aankwam in 1349, bijna 25 jaar na zijn vertrek.

### Al-Andalus
Ibn Battuta vertrok al vrij snel op een volgende reis. In 1350 maakte hij de oversteek naar Al-Andalus (op het Iberisch schiereiland), waar de islamitische heersers bedreigd werden door koning Alfons XI van Castilië. Ibn Battuta sloot zich aan bij een groep vrijwilligers die Gibraltar tegen de christenen wilde verdedigen. Koning Alfons stierf echter aan de pest, waardoor de strijd niet doorging en Ibn Battuta bezocht rustig Valencia en Granada zonder te hoeven vechten. Na terugkomst reisde hij door Marokko. Hij bezocht Marrakesh, maar deze stad was bijna uitgestorven doordat de pest er huisgehouden had en Fez de nieuwe hoofdstad was geworden.

### West-Afrika

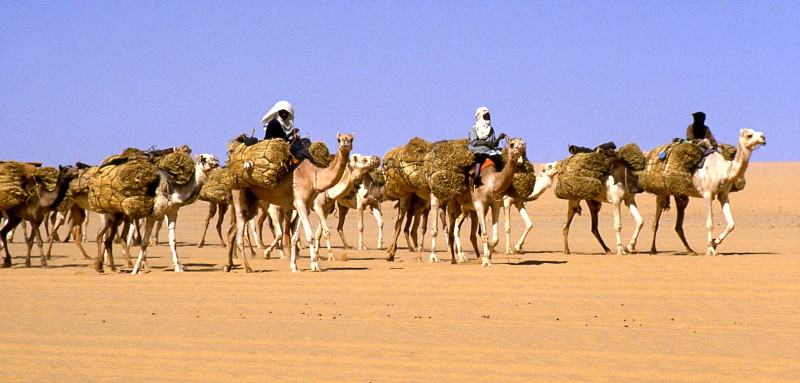
Een karavaan in de Sahara. Deze karavanen hielden eeuwenlang het netwerk van de Transsaharahandel in stand.

In 1352-1354 maakte Ibn Battuta zijn laatste reis. Hij stak de Sahara over naar de Niger en bezocht het koninkrijk Mali. Mogelijk was hij al voor zijn eerste reis hiertoe geïnspireerd geraakt omdat koning Mansa Moussa uit Mali in 1324 door Tanger was gekomen voor zijn eigen hadj.
Ibn Battuta reisde eerst naar Sijilmasa, wat een knooppunt voor de Transsaharahandel was aan de rand van de Sahara. Hier kocht hij een aantal kamelen en sloot zich na vier maanden wachten aan bij een karavaan. Na 25 dagen bereikten ze de stad Taghaza waar grote zoutmijnen te vinden waren. Na een tussenstop in een oase begon het zwaarste deel van de reis: twee maanden door de hitte om Oualata te bereiken. Om de karavaan de tocht te kunnen laten volbrengen werden na verloop van tijd renners naar deze stad gestuurd die water moesten regelen dat op een afgesproken punt op vier dagen van de stad aan de karavaan gegeven kon worden.
Vanuit Oualata reisde hij langs de Niger, waarvan hij dacht dat het de Nijl was, naar de hoofdstad Niani of Kangaba. Hier trof hij koning Suleyman Keita, de broer van de reeds overleden Mansa Moussa. Ibn Battuta had veel kritiek op de manier waarop vrouwen delen van hun lichaam lieten zien. Samen met een handelaar reisde hij verder naar Timboektoe. Timboektoe was toen nog een onbelangrijk dorp en Ibn Battuta reisde verder naar Gao, wat wel een belangrijk commercieel centrum was. Tijdens deze tocht zag hij voor het eerst nijlpaarden.
Ibn Battuta reisde vervolgens mee met een karavaan naar Takedda alwaar hij bericht kreeg van sultan Abu Inan Faris van Marokko om terug te keren. Hij reisde vervolgens met een karavaan met 600 slavinnen via Sijilmasa terug naar Fez in Marokko, waar hij verder verbleef als kadi tot hij in 1368 of 1369 stierf. Ook 1377 wordt als sterfjaar opgegeven.

## Reisverslag
Na zijn terugkomst vroeg koning Abu Inan Faris hem om zijn reisverslag op te laten tekenen. Ibn Battuta noemde zijn reisverslag Rihla wat reis of zoektocht betekent. Lange tijd waren hiervan slechts delen bekend, maar in 1818 werd het geheel gevonden, en in 1853-1858 gepubliceerd in het Arabisch met een Franse vertaling. Sindsdien is Ibn Battuta een bekend figuur in zowel de islamitische als de westerse wereld. Een Nederlandse bewerking van zijn reisverhaal verscheen in 1997.
Naast de Rihla zijn er geen historische bronnen over Ibn Battuta. Het enige dat over hem bekend is, is wat hij zelf schreef. Er wordt tegenwoordig getwijfeld of Ibn Battuta alle plaatsen in zijn reisverslag ook daadwerkelijk bezocht. Een aantal zaken blijkt niet te kloppen of vertoont overeenkomsten met reisverslagen van eerdere reizigers. Zijn reisverslag tot in Peking is twijfelachtig. Wat opvalt is dat hij dol is op vrouwen en tijdens zijn reis minstens tien keer getrouwd en weer gescheiden is. Verder ervoer hij regelmatig cultuurschokken, vooral als de regio's niet islamitisch waren of dat nog maar net waren geworden.

### Legenden
In zijn reisverhaal beschrijft Ibn Battuta een paar merkwaardige voorvallen. Zo bezocht hij in de Nijldelta een waarzegger. Die nacht heeft Ibn Battuta een droom en de volgende ochtend voorspelt de waarzegger dat Ibn Battuta veel verder zal reizen dan Mekka. Ook voorspelt hij dat Ibn Battuta in India gered zal worden uit een gevaarlijke situatie. Later in India, als hij als ambassadeur op weg is en de groep overvallen wordt, verbergt hij zich in een grot. Na drie dagen is hij zo uitgeput dat hij niet meer kan lopen, maar wordt hij door iemand naar een dorp gedragen. Als hij daar wakker wordt is zijn redder verdwenen.
In China bezoekt hij een kluizenaar in een grot. De kluizenaar vertelt hem dat ze elkaar al eerder hebben ontmoet in een tempel in India en beschrijft een ontmoeting waar hij Ibn Battuta tien gouden munten geeft.

## Vernoemingen
De inwoners van Tanger zijn trots op hun historisch icoon. De luchthaven van Tanger is naar hem vernoemd. In Dubai is er de Ibn Battuta Mall, die ingericht is naar de locaties die Ibn Battuta bezocht. Op de Maan is een krater naar hem genoemd. De Faculteitsvereniging van de faculteit Ruimtelijke Wetenschappen van de Rijksuniversiteit Groningen is tevens naar hem vernoemd.

## Uitgaven en vertalingen
- C. Defrémery & B.R. Sanguinetti, Voyages d'Ibn Batoutah: Texte arabe, accompagné d'une traduction, Parijs, Duprat, 1853-1859 – Arabische tekst en complete vertaling in 4 delen met een indexdeel (online link)
- H.A.R. Gibb, The Travels of Ibn Battuta A.D. 1325-1354: Translated with revisions and notes from the Arabic text edited by C. Defrémery and B.R Sanguinetti, Londen, Hakluyt Society, 1958-2000 (Works issued by the Hakluyt Society, Second Series, nrs. 110, 117, 141, 178, 190) – complete vertaling in 4 delen (deel 4 voltooid door C.F. Beckingham) met indexdeel (door A.D.H. Bivar)
- Ibn Battoeta, De reis, vert. Richard van Leeuwen, 1997. ISBN 9054600241 (ruime selectie)
- Muhammad Ibn Battuta, The Travels of Ibn Battuta, vert. Tim Mackintosh-Smith, 2003. ISBN 0330418793 (ruime selectie)
- Talal Harb (ed.), رحلة ابن بطوطة : المسماه تحفة النظار في غرائب الامصار / Riḥlat Ibn Baṭūṭah. Al-musamāh Tuḥfat al-nuẓẓār fī gharāʼib al-amṣār, Bayrut, Dar al-Kotob al-Ilmiyah, 2011, 824 p. ISBN 2745136909

- Bibsys: 90533569
- Biblioteca Nacional de España: XX1076718
- Bibliothèque nationale de France: cb11908143b (data)
- Catàleg d'autoritats de noms i títols de Catalunya: 981058512920206706
- CiNii: DA00926468
- Gemeinsame Normdatei: 118639765
- International Standard Name Identifier: 0000 0001 2143 2476
- Library of Congress Control Number: n50082288
- Bibliotheek van het Japanse parlement: 00444181
- Nationale Bibliotheek van Tsjechië: jn20011210248
- Nationale bibliotheek van Australië: 35217547
- Nationale Bibliotheek van Israël: 987007262821705171
- Nationale Bibliotheek van Polen: a0000002274835
- Nationale en Universitaire bibliotheek Zagreb: 000464209
- Nederlandse Thesaurus van Auteursnamen: 070359555
- Istituto Centrale per il Catalogo Unico: CFIV091757
- LIBRIS: 191293
- Système universitaire de documentation: 027719154
- TDVİA: ibn-battuta
- Trove: 869678
- Virtual International Authority File: 90635782